# ETV+
ETV+ ist der dritte öffentlich-rechtliche Sender Estlands. ETV+ ging am 28. September 2015 auf Sendung. Die Sprache des Senders ist ausschließlich Russisch. Etwa 30 Prozent der insgesamt 1,3 Millionen Einwohner Estlands sind ethnische Russen.

## Geschichte
Ein russischsprachiges Programm war schon länger angedacht, die Pläne wurden aber 2015 zum einen wegen der russischen Kriegs in der Ukraine und zum anderen wegen Russlands Propaganda beschleunigt. Russlands Kreml versuchte, über Fernsehen (RT, Rossija Sewodnja u. a.) und soziale Medien Meinungen zu beeinflussen. „Die großen russischen Kanäle zeigen nichts über das Leben in Estland und wenn doch, dann mit einer bestimmten Tendenz“, erklärte der stellvertretende Intendant Ainar Ruussaar. Der eigene Anspruch des Senders ist es, mit größtmöglicher Objektivität und Unabhängigkeit zu berichten. 
Mit dem bescheidenen Budget und den wenigen Eigenproduktionen war ETV+ den russischen Propagandasendern mit ihren reißerischen Infotainment und bombastischen Unterhaltungssendungen hoffnungslos unterlegen. Nach dem russischen Überfall auf die Ukraine 2022 wurde auch zuvor skeptischen Esten klar, dass der Sender in einer anderen als der Landessprache unverzichtbar war, um die nur Russisch sprechenden Bürger des Landes auch durch lokale Informationen im Land besser zu integrieren. Die russischen Propagandasender wurden in Estland derweil gesperrt.
Über Internet ist ETV+ weltweit zu empfangen.